# Schwarzenbach (Seehausbach)
Der Schwarzenbach ist ein Bach in Oberbayern. Er entsteht als Kläperfilzgraben
im Naturschutzgebiet Wies, verlässt dieses nordwärts und tritt in das Naturschutzgebiet Illachmoos bei Wildsteig ein.
Dort nimmt er noch den Kohlhofer Graben von links auf, bevor er nach kurzem weiteren Lauf nahe der Seemühle von Wildsteig von links in den Seehausbach mündet.